# Clubiona moralis
Clubiona moralis este o specie de păianjeni din genul Clubiona, familia Clubionidae, descrisă de Song și Zhu, 1991. Conform Catalogue of Life specia Clubiona moralis nu are subspecii cunoscute.